# Van Doorn (II)

Familiewapen van Van Doorn

Van Doorn (ook: De Balbian van Doorn) is een Nederlands geslacht waarvan leden sinds 1880 tot de Nederlandse adel behoren.

## Geschiedenis
De stamreeks begint met Herman Jansz. van Velpen die vermeld wordt tussen 1565 en 1579 en woonde te Overlangbroek. Zijn nazaat Gijsbert (1653-1727) werd schout van de stad en de baronie Asperen. Een zoon en een kleinzoon van die laatste vervulden ook die functie.
Een achterkleinzoon van genoemde Gijsbert, ritmeester Jan Godard van Doorn (1770-1831), trouwde in 1795 met Laurentia Françoise Christina Verster de Balbian (1773-1856); een zoon van hen nam de naam De Balbian van Doorn aan en werd de stamvader van die zo genaamde tak. Een andere zoon, Elisa Cornelis Unico van Doorn (1799-1882), werd minister van Financiën en in 1880 verheven in de Nederlandse adel.
In 1910 werd de familie opgenomen in het eerste deel van het genealogische naslagwerk Nederland's Patriciaat.

## Enkele telgen
Jan Godard van Doorn (1770-1831), ritmeester; trouwde in 1795 met Laurentia Françoise Christina Verster de Balbian (1773-1856)
- jhr. Elisa Cornelis Unico van Doorn (1799-1882), minister van Financiën en in 1880 verheven in de Nederlandse adel
  - jkvr. Johanna Godardina Laurentia van Doorn (1831-1912); trouwde in 1862 met jhr. mr. Dirk van Akerlaken (1815-1892), lid van de Eerste Kamer, lid van het geslacht Van Akerlaken
  - jhr. mr. Johan van Doorn (1847-1905), raadsheer van het gerechtshof te 's-Gravenhage
    - jhr. mr. Elisa Comelis Unico van Doorn (1881-1958), deken van de Orde van advocaten
    - jhr. Johan Pieter Willem van Doorn (1884-1953), burgemeester, laatstelijk van Heemstede

  - jhr. mr. Willem Theodoor Cornelis van Doorn (1853-1921), burgemeester van Naaldwijk en de Lier, lid van de Tweede Kamer
    - jkvr. Rudolphine van Doorn (1880-1923); trouwde in 1903 met mr. Jacob Adriaan Nicolaas Patijn (1873-1961), burgemeester van 's-Gravenhage en minister van Buitenlandse Zaken
- mr. Cornelis Govert de Balbian van Doorn (1809-1888), kantonrechter te Utrecht, lid van de gemeenteraad aldaar. Trouwde in 1836 met jkvr. Henrietta Cornelia Philippina Wichers (1811-1883)
  - Wibbina de Balbian van Doorn (1839-1923). Trouwde in 1873 met Charles Marie Antoine Hartman